# 서울계상초등학교
서울계상초등학교는 대한민국 서울특별시 노원구에 있는 공립 초등학교이다.

## 학교 연혁
- 1983년 7월 1일 서울계상국민학교로 개교
- 1996년 3월 2일 서울계상초등학교로 교명 개칭
- 2023년 7월 1일 개교 40주년

## 참고 자료
- 서울계상초등학교 - 한국교육학술정보원 학교알리미